# Tom Walkinshaw Racing
Tom Walkinshaw Racing, även känt under kortformen TWR, racingteam startat 1976 av Tom Walkinshaw.
TWR samarbetade på 1990-talet med Volvo och deltog i BTCC med racingversioner av Volvo 850 och Volvo S40. TWR var också delaktigt i tillverkningen av Volvo C70:s första generation. Då man 1995 bildade tillsammans med Volvo bolaget Autonova, som kom att driva Uddevallaverken för tillverkning av Volvo C70. Autonova ägdes till 49% av Volvo och 51% av Tom Walkinshaw Racing. 1999 tog dock Volvo över fabriken helt. Detta efter att en öppen konflikt uppstått mellan Volvo och Tom Walkinshaw Racing, en konflikt som berodde på oenighet om vilken inriktning fabriken skulle ha.
Grundaren Tom Walkinshaw avled i cancer vid 64 års ålder, i december 2010.